# MOYP
MO¥P(2000년 8월 7일~)은 대한민국의 음악 프로듀서이자 시각 예술 디렉터다. 활동명인 MOYP는 "Meet Me On Your Phone"의 약자에서 유래되었으며, 디지털 시대에서의 감정적 교류와 연결을 상징한다. “meet me”라는 시그니처 보이스 태그와 감성적이고 여백 있는 트랩 기반 사운드로 알려져 있다. 또한 음악과 병행하여 공공육이라는 패션 브랜드를 운영중이다.

## 생애
MOYP는 어린 시절 플루트를 배우면서 자연스럽게 음악의 세계에 입문했다. 이후 미디 작곡으로 창작의 폭을 넓혀갔고, 아티스트 사츠키와의 협업 제안을 계기로 본격적인 힙합 작업을 시작하게 되었다. 힙합을 처음 접하게 된 계기인 노창을 비롯해, 음악의 영역을 확장하는 데 있어 큰 영감을 준 카니예 웨스트, 그리고 인상적인 사운드로 깊은 인상을 남긴 Kenny Beats를 통해 음악적 영향을 받았다.

## 음악 스타일
단순히 듣기 좋은 음악을 넘어, 명확한 메시지를 담은 음악을 지향한다. 그는 음악을 통해 리스너와 생각을 나누고, 토론할 수 있는 소통의 장을 만들고자 한다. 이러한 철학은 그의 작업 전반에 깊게 스며 있으며, 감상 이상의 의미를 전달하는 음악을 목표로 삼고 있다.

## 음반

### 정규 1집 <Alpha the Omega>
1. 12:00 (Feat. 사람12사람, 얼돼 Errday Jinju)
2. 쉬는 날 (Feat. Toru)
3. A.S.K (Feat. Xeeyon)
4. 우화 (Feat. H:SEAN, LO HAVI)
5. AdO (Feat. EK, Toru, 던말릭 DON MALIK)
6. 별 (Feat. 최성, Mrshin)
7. FUup (Feat. Mac Kidd)
8. 안개 (Feat. GongGongGoo009)
9. Workaholic (Feat. 스카이민혁, CHERRY BOY 17, 노윤하)
10. Fingers Up (Feat. Thom, 최다윤, Papi)

### EP 1집 <Pieta>
1. 화차(feat.사람12사람)
2. Bittersweet(feat.Kaeoh626,Agenda)
3. 굴레(feat.Dopein)
4. 숲(feat.$ATSUKI)

### EP 2집 <지하환등극>
1. Chill (Feat. Owen)
2. Ennui (Feat. GongGongGoo009)
3. Wrath (Feat. Yonge Jaundice)
4. Fed Up (Feat. RyoT, Freaky, Gento)
5. Glow (Feat. 전아단)

### 싱글 앨범 <Work!>
1. Work! (Feat. 365Lit, JUPITER)

## 참여
- 스무수퍼(SMUSUPER) - LIGHT ON ME (feat. GongGongGoo009)

## 믹싱

### [EP] 덕 - Stone Scar[1]
1. 돈 주고도 못 사
2. 신선 stunner
3. Space Walk
4. Tunnel Vision
5. 위험해
6. Russian Roulette
7. Oh My God
8. Man From Mars
9. Overdose

### [EP] 이시비 - 횡단[2]
1. 어쩌긴 (Intro)
2. 건너편/섬
3. 한참
4. 하루살이

### [정규] $ATSUKI - JESUS SAVED $ATSUKI[3]
1. I meet the Lord
2. JESUS SAVED MY LIFE (prod. MO¥P)
3. Gang 생 (feat. Kaeoh626, Papi)
4. Ey I (A.I)
5. Psalms 44:5 (prod. Blunt christ)
6. 예수쟁이 (feat. Yawwa, BIG $LAM)
7. Neo world (feat. 사람12사람)
8. 늑대 (when i was) (prod. mvgic)